# Hamlet (Nebraska)
Pour les articles homonymes, voir Hamlet (homonymie).
Hamlet est un village du comté de Hayes, dans l'État du Nebraska, aux États-Unis. En 2020, il comptait une population de 27 habitants.